# M12 (autoroute russe)
Ne pas confondre avec la route A375 qui partage le même nom de Vostok.
Pour les articles homonymes, voir M12 et Vostok.
L'autoroute fédérale M12 « Vostok » (en russe : Скоростная федеральная автомобильная дорога М-12 «Восток») est une autoroute russe fédérale à péage en construction devant relier en 2024 Moscou à Iékaterinbourg via Kazan. L'autoroute s'inscrit dans un axe de transport devant relier l'Europe à la Chine, et doit desservir les territoires éloignés russes. Son nom, « Vostok », signifie l'est, l'orient en russe, vers lequel l'autoroute se dirige. Elle reliera à terme deux côtés du pays, jusqu'à Tchita, la Mongolie et la Chine, et Vladivostok, dans le Primorié, rendant alors l'autoroute transsibérienne. La section ouverte s'étend actuellement du périphérique central de Moscou jusqu'à Arzamas en passant par Vladimir, la dernière section Vladimir - Arzamas ayant été inaugurée le 8 septembre 2023.
L'autoroute fait partie du plan global de modernisation et d'extension de l'infrastructure principale (ru), dont le but est de rénover les infrastructures vieillissantes et inadéquates du territoire russe, au même titre que l'autoroute M11. L'itinéraire est censé ajouter un nouvel axe aux anciennes routes M5 et M7, qui ne peuvent pas toujours être étendues à cause de leurs tracés.
Le projet actuel devrait permettre l'ouverture complète de l'autoroute jusqu'à Iékaterinbourg en 2024, avec 3 ans d'avance par rapport aux premières estimations en 2027. Elle est ouverte le 16 juillet 2025. L'autoroute devrait comprendre 41 ouvrages d'arts, dont un pont sur la Volga.

## Historique

### Conception
La naissance de l'autoroute vient d'un projet avorté de ligne à grande vitesse censé relier Moscou à Kazan. La future LGV est cependant annulée, le 8 mars 2020, en raison de la faible fréquentation et du coût trop important, estimé alors à 1,7 billions de roubles. Khousnoulline, le vice-premier ministre russe, annonce alors en substitut un projet d'autoroute jusqu'à Kazan, avec une ouverture espérée en 2027, déjà approuvé sous l'ancien gouvernement par Medvedev, mais retardé par l'existence du projet de LGV. Le coût de l'autoroute en novembre 2019 était de 550 milliards de roubles.
Ce projet d'autoroute provient de la proposition faite en 2019 par Avtodor, le gestionnaire des autoroutes russes, qui souhaite voir la construction de plusieurs autoroutes sur le modèle de la M11, dont un axe de Moscou à Novossibirsk et Kémérovo avec une possible ouverture en 2035, ainsi que dans un futur non fixé, une autoroute jusqu'à Vladivostok. Dans ce projet, il est prévu une ouverture jusqu'à Kazan entre 2024 et 2030 et Iékaterinbourg en 2030.
En juillet 2020, l'autoroute jusqu'à Kazan est alors estimée à 730 milliards de roubles, et le 10 juillet, le premier ministre russe Mikhaïl Michoustine annonce le début des travaux.
En avril 2021, alors que le projet jusqu'à Kazan est déjà sur les rails , Vladimir Poutine annonce lors d'un discours à la douma l'expansion de la route jusqu'à Iékaterinbourg, avec le déblocage de fonds du fonds de richesse russe, avec une ouverture prévue là-aussi pour 2024, l'échéance si courte étant dû à la mise aux normes autoroutières de portions des routes M7 et R242. Les estimations de coût prévoient une note allant de 550 à 850 milliards de roubles.

### Début des travaux
En juillet 2021, le président russe annonce l'extension de la route jusqu'à Tchéliabinsk (en utilisant l'actuelle branche de la M5 Tchéliabinsk - EKAD) et Tioumen depuis Iékaterinbourg. Pour Tchéliabinsk, la nouvelle route permettrait de contourner la route de la mort, la section montagneuse de la M5 dans l'Oural, qui voit souvent de nombreux accidents et embouteillages se produire. Khousnoulline annonce d'ailleurs que l'autoroute pourrait être prolongée vers Novossibirsk et la Mongolie,,. Fin 2021, Khousnoulline annonce que le tracé entre Iékaterinbourg et Tchéliabinsk sera fait par la mise aux normes autoroutières en 2x2 voies de la route actuelle, avec un début des travaux en 2022. En novembre, déjà 12 000 personnes se relaient sur le chantier.

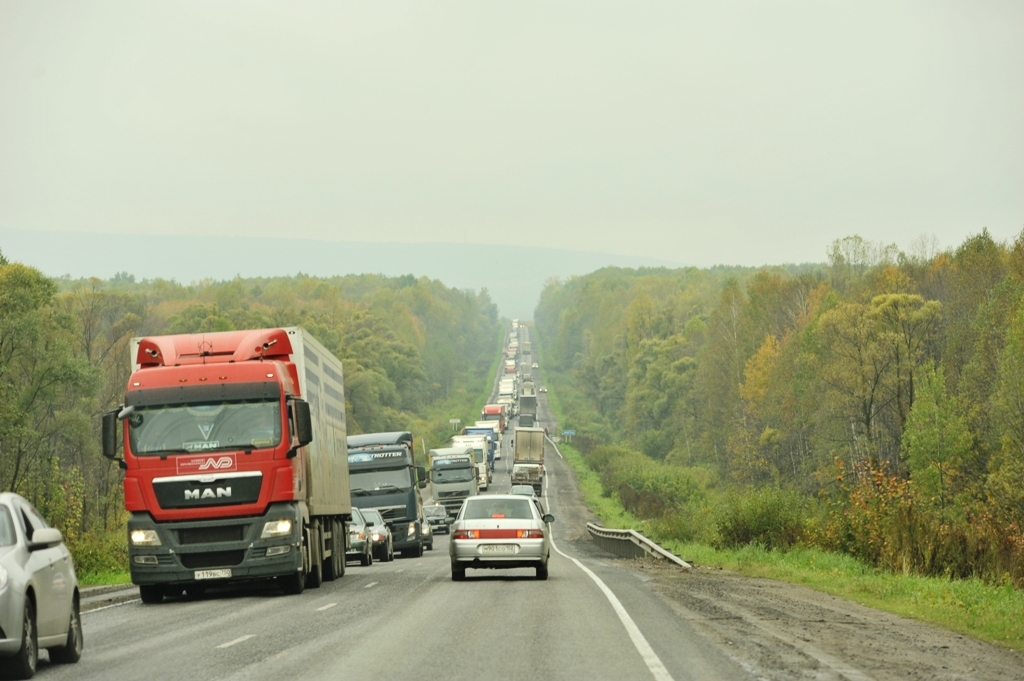
Embouteillage sur la M5 dans l'Oural.
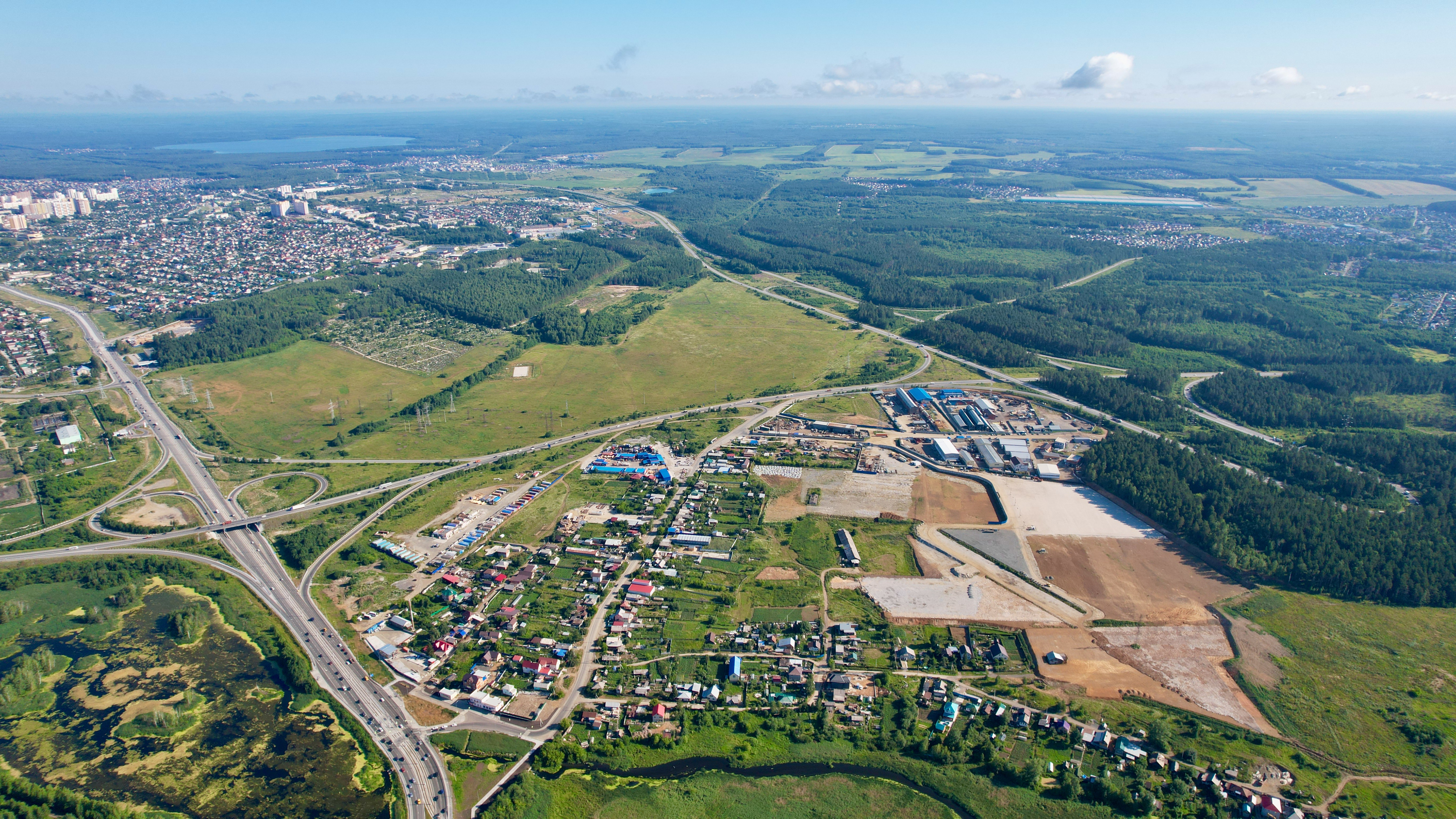
L'autoroute devrait passer par le périphérique de Iékaterinbourg (EKAD) (ci-dessus) pour aller à Tioumen.
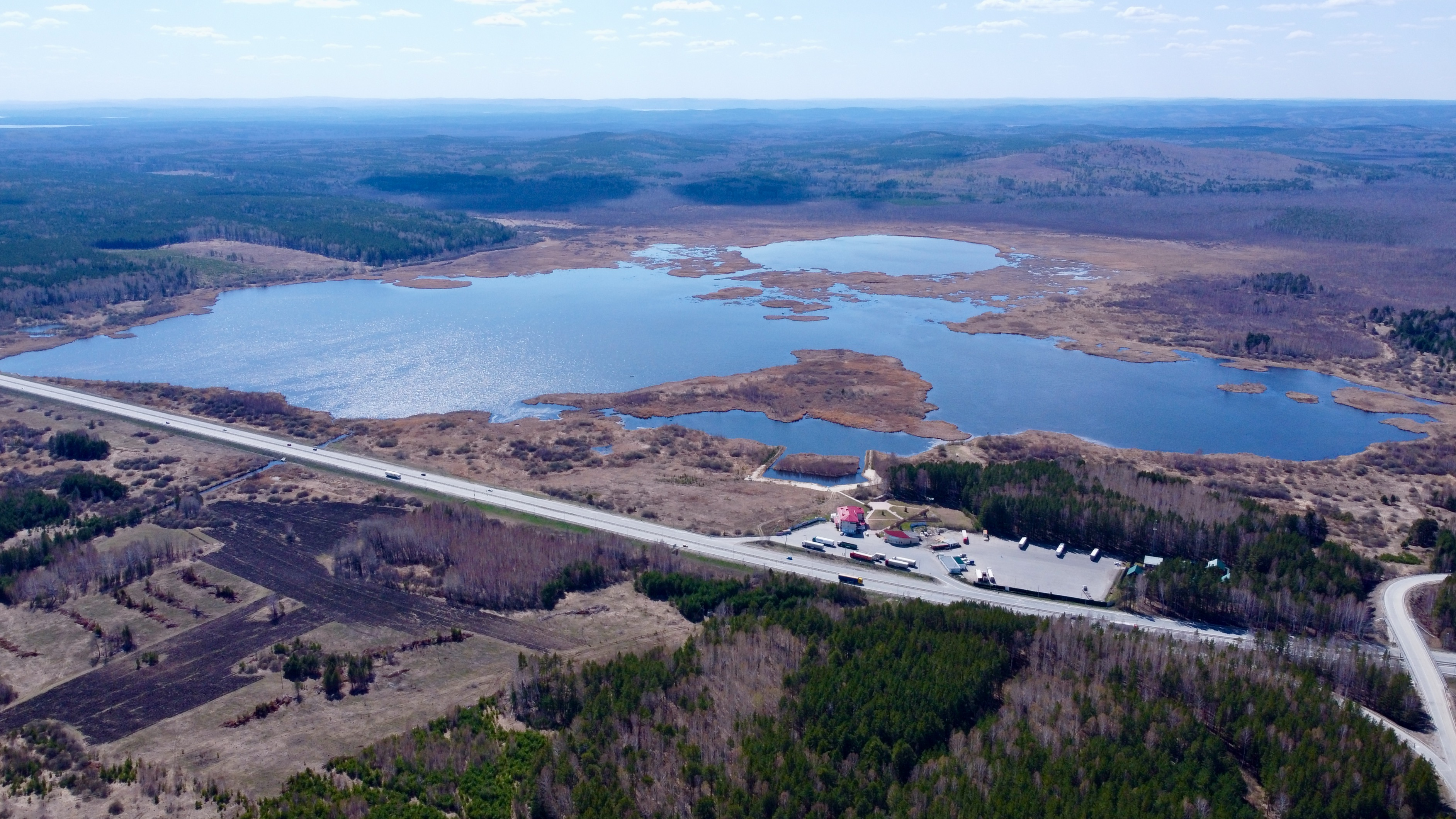
Section de la route Tchéliabinsk - Iékaterinbourg près de Chelkoun mise aux normes en mai 2022.

Le 19 août 2022, le vice-premier ministre annonce que l'autoroute jusqu'à Kazan serait prête d'ici fin 2023, et que les 100 premiers kilomètres (de Moscou à Vladimir) seraient ouverts à la fin 2022, avec une année d'avance. De plus, il a annoncé que 28 000 personnes travaillaient sur le chantier, et que deux nouvelles enveloppes du fonds souverain avaient été allouées. L'une de 150 milliards de roubles pour le tronçon Moscou - Kazan et 260 autres milliards de roubles pour le tronçon Kazan - Iékaterinbourg. Enfin, alors que les travaux stagnaient sur le second tronçon, il a déclaré qu'ils allaient être pleinement déployés pour rester dans les temps impartis. Si le calendrier est tenu, l'autoroute aura été construit en 2,5 ans, un record dans le pays.

### Ouverture partielle et extension vers Iekaterinbourg

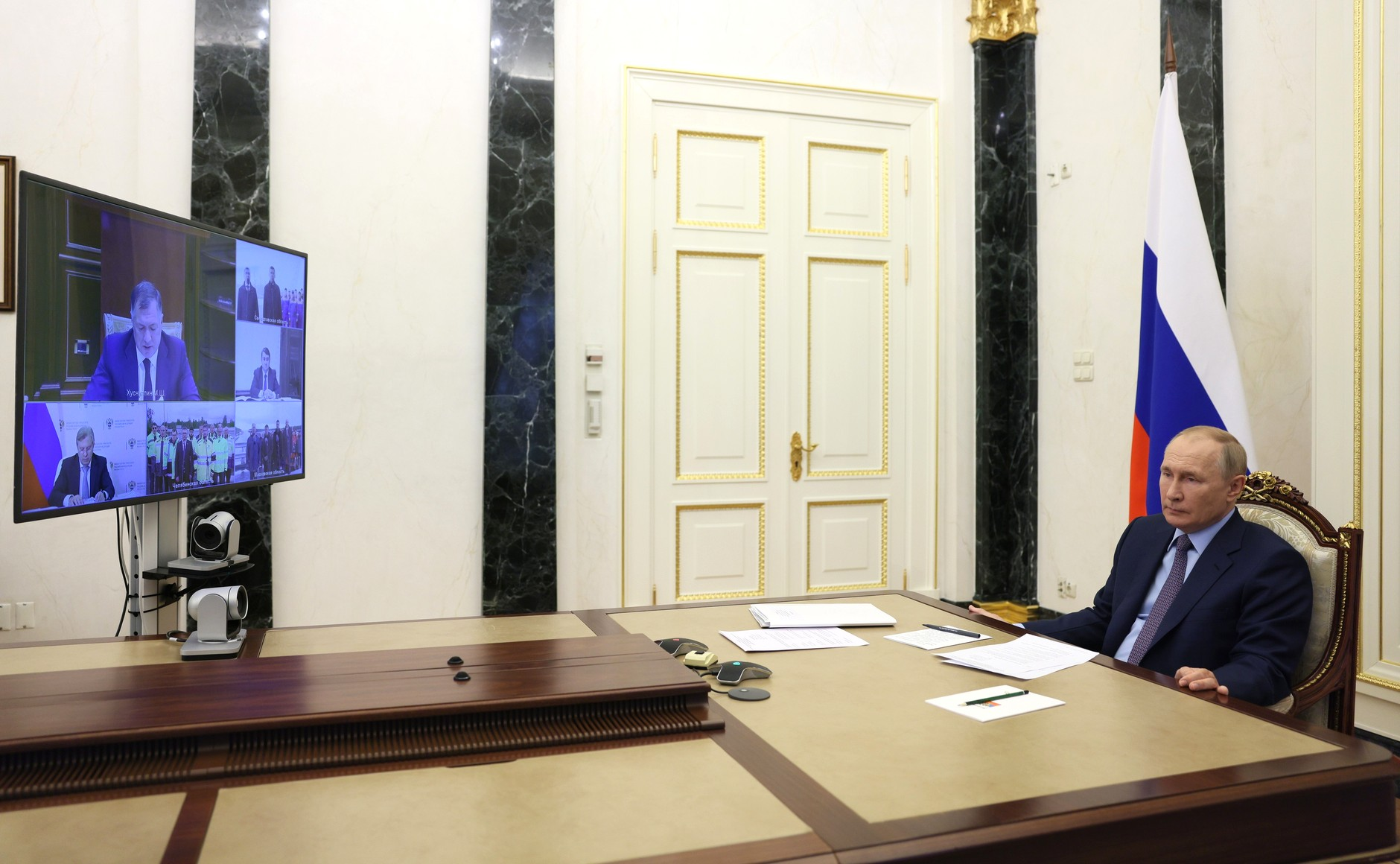
Ouverture par visioconférence

Le 8 septembre 2022, une cérémonie d'ouverture en visioconférence a lieu pour l'ouverture de plusieurs tronçons avec aussi plusieurs annonces sur les extensions de la route. Tout d'abord, 22,5 kilomètres d'autoroutes ont été ouverts entre l'A108 et l'A113, deux périphériques moscovites. Ensuite, le périphérique de Iékaterinbourg (EKAD) a été complété avec la section finale entre la R242 (future M12) et la branche de l'actuelle M5 vers Tchéliabinsk. Finalement, l'autoroute (actuellement sous le nom M5) entre Iékaterinbourg et Tchéliabinsk a été ouverte, soit 180 km de 2x2 voies. 
Concernant les annonces, il a été déclaré que l'autoroute jusqu'à Iékatérinbourg sera ouverte en 2024, et que les travaux étaient en préparation entre Iékaterinbourg et Tioumen. Cette section-ci de la M12 empruntera l'actuelle R351 qui est longue de 300 kilomètres, avec une ouverture prévue là-aussi d'ici fin 2024. Mais il a été aussi abordé la question de continuer l'autoroute par section via l'actuelle route transsibérienne (nom non officiel). L'autoroute passerait alors par Omsk, Novossibirsk, Kémérovo, Khabarovsk et jusqu'à Vladivostok, en empruntant les périphériques de ces villes, dont certains ont déjà été ouverts. De plus, des branches de l'autoroute ont été proposées dont deux de Tchéliabinsk et Omsk vers le Kazakhstan et une de Novossibirsk à la Mongolie par Gorno-Altaïsk via la R256 dans l'Altaï. Pour la R256, la rendre autoroutière permettrait d'améliorer l'accès à la région touristique qu'est l'Altaï, inscrite au patrimoine mondial de l'Unesco. Il a été aussi proposé une branche de Tchita à la Chine, et deux partant de Vladivostok vers la Chine et la Corée du Nord. 
L'ensemble des propositions a été approuvée par Vladimir Poutine, et des discussions approfondies auront lieu, pour continuer le financement du projet jusqu'en 2030 au minimum. Le nom de l'autoroute a été abordé, avec comme surnom possible « Europe - Chine Occidentale ». À ce moment-là, le nom de M12 est officiellement donné, mais le surnom n'a pas été donné, avec comme possibilité « Eurasie », « Autoroute de Kazan » ou « Vostok »,, qu'un concours devrait départager. L'autoroute traversera ainsi 26 sujets russes, avec 24 de plus dans sa zone d'attraction.
Le 14 octobre suivant, le contournement sud de Vladimir est ouvert, sur une longueur de 26 kilomètres. Le 13 décembre, le nom de Vostok est approuvé. À ce moment-là, sur les plus de 800 kilomètres d'autoroute jusqu'à Kazan, 70% ont déjà été asphaltés, soit plus de 570 kilomètres. Ce même jour a lieu l'inauguration d'une section de 58 kilomètres de Petouchki à Kolokcha. Khousnoulline a annoncé ce même jour que l'autoroute jusqu'à Arzamas sera ouverte le 9 septembre 2023 (date changée depuis au jour précédent), et jusqu'à Kazan sera ouverte le 20 décembre 2023,.

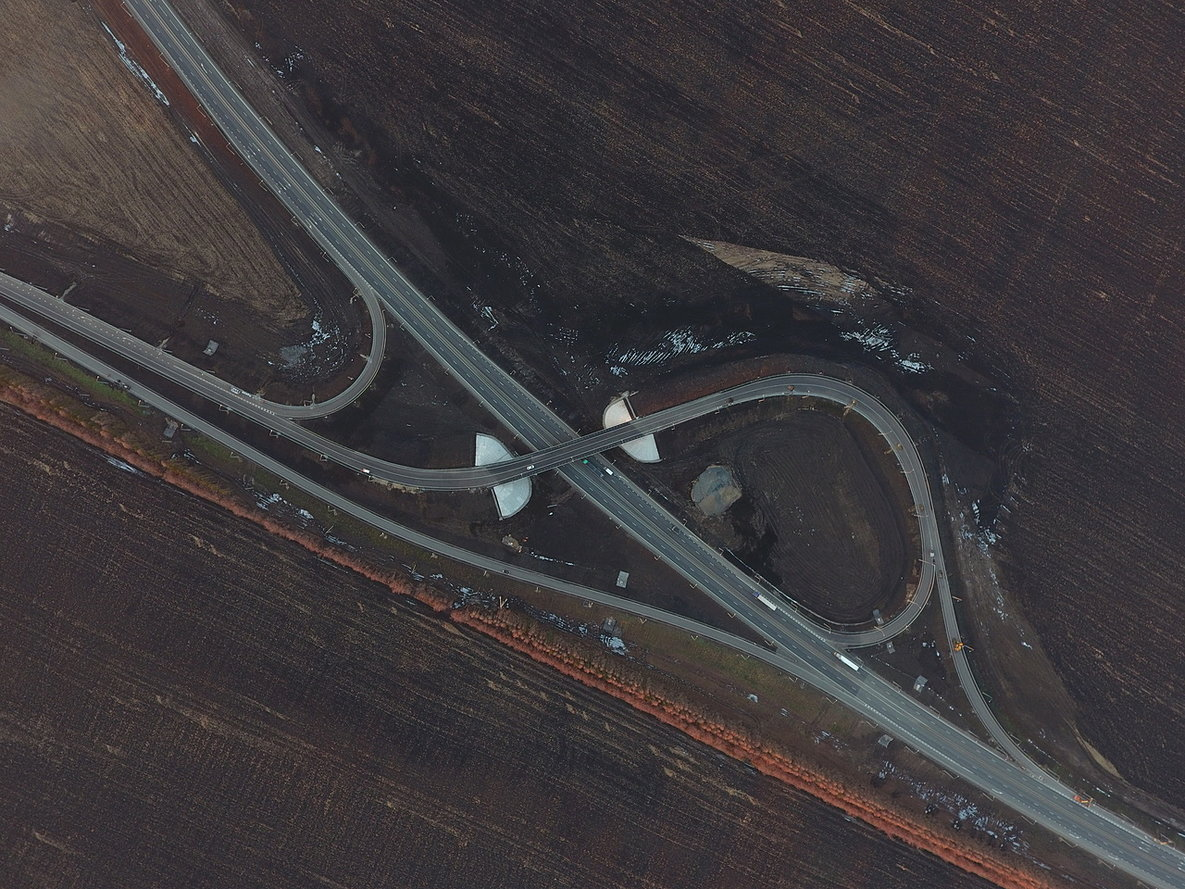
Section déjà aux normes entre Iékatérinbourg et Tioumen.
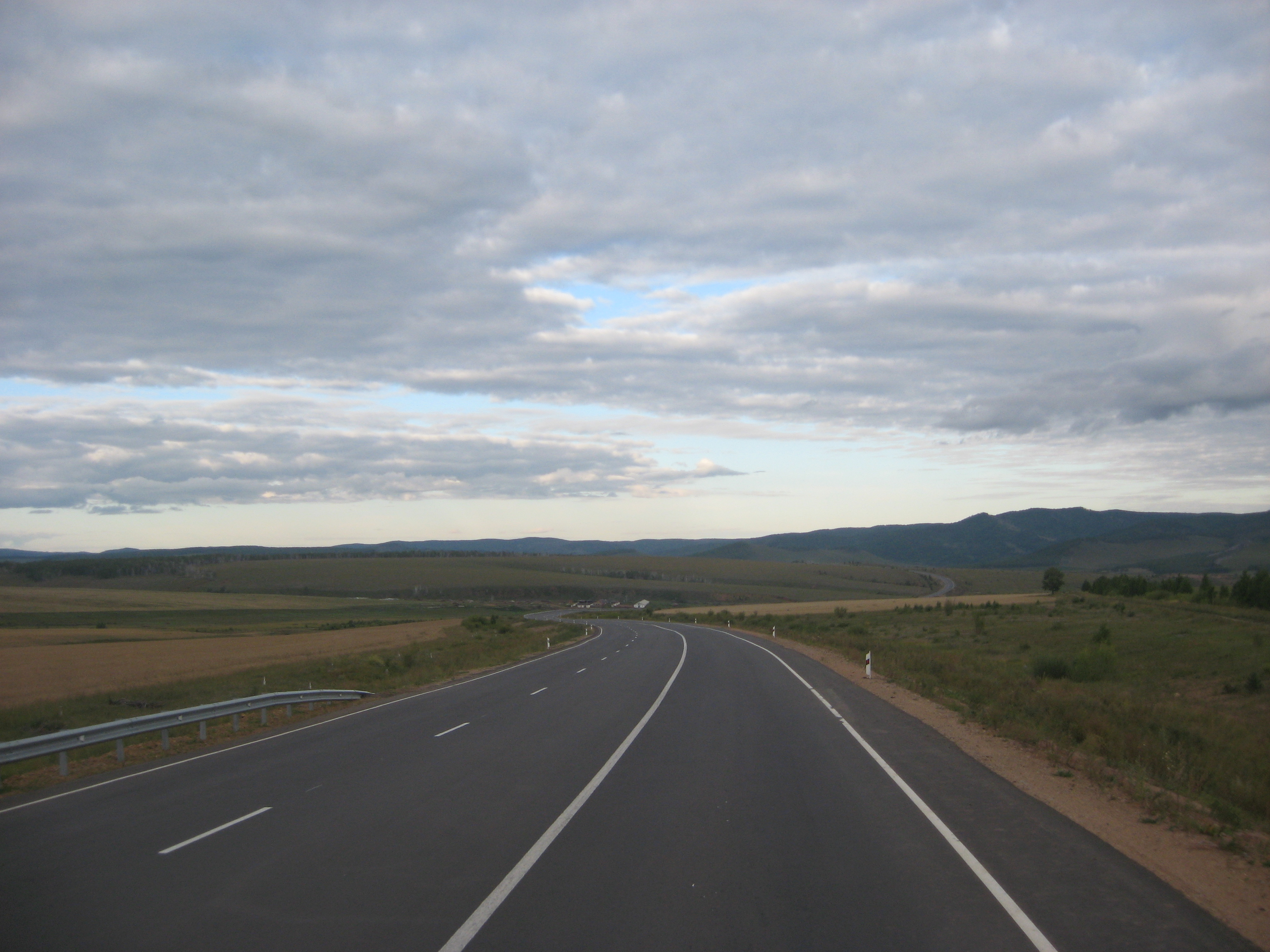
La route R297 actuelle, qui sera remplacée par la M12, dans le kraï de Transbaïkalie. La M12 traversera des contrées reculées.
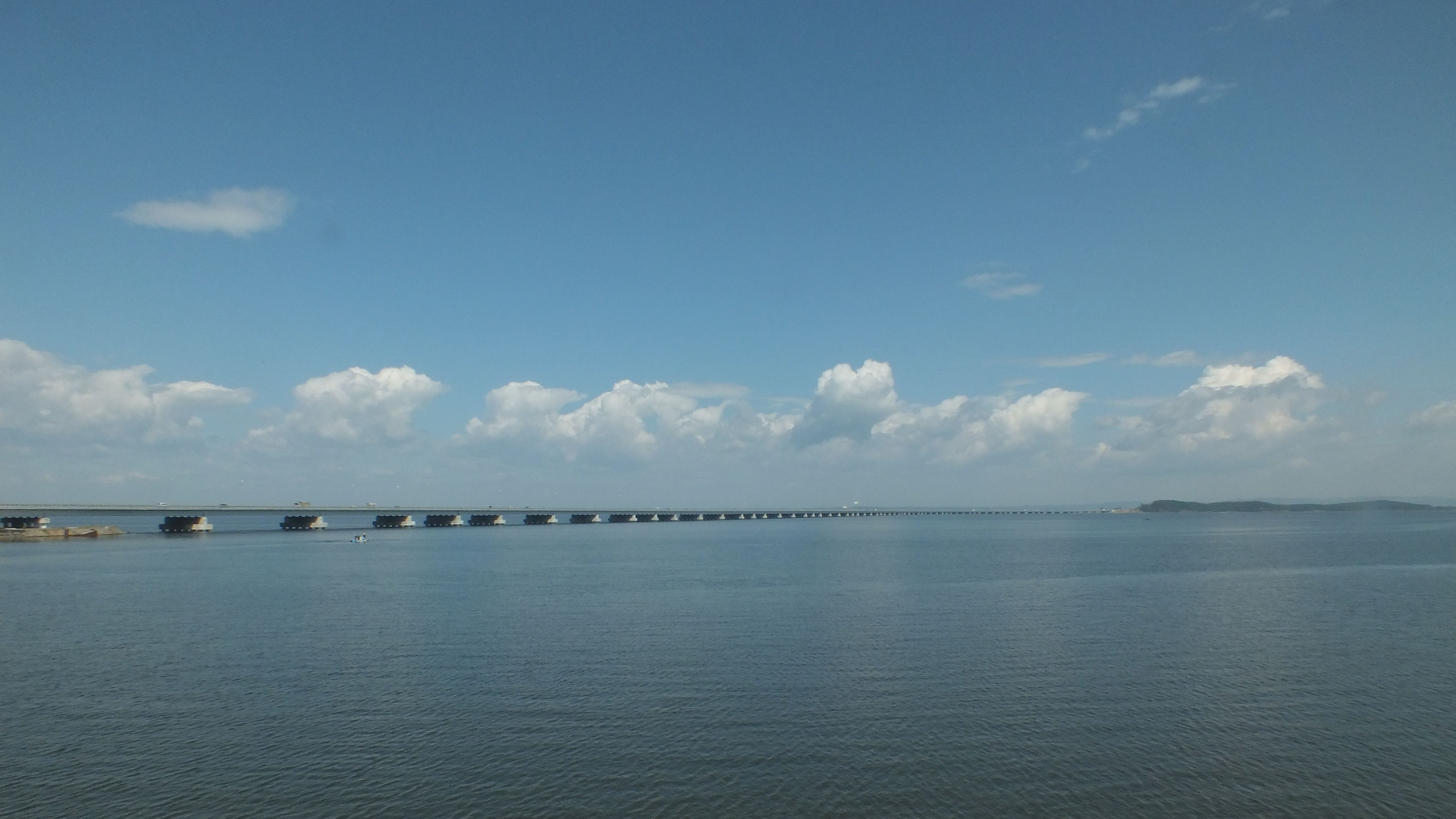
Pont de la baie de l'Amour, qui pourrait être la fin de la M12, à Vladivostok.
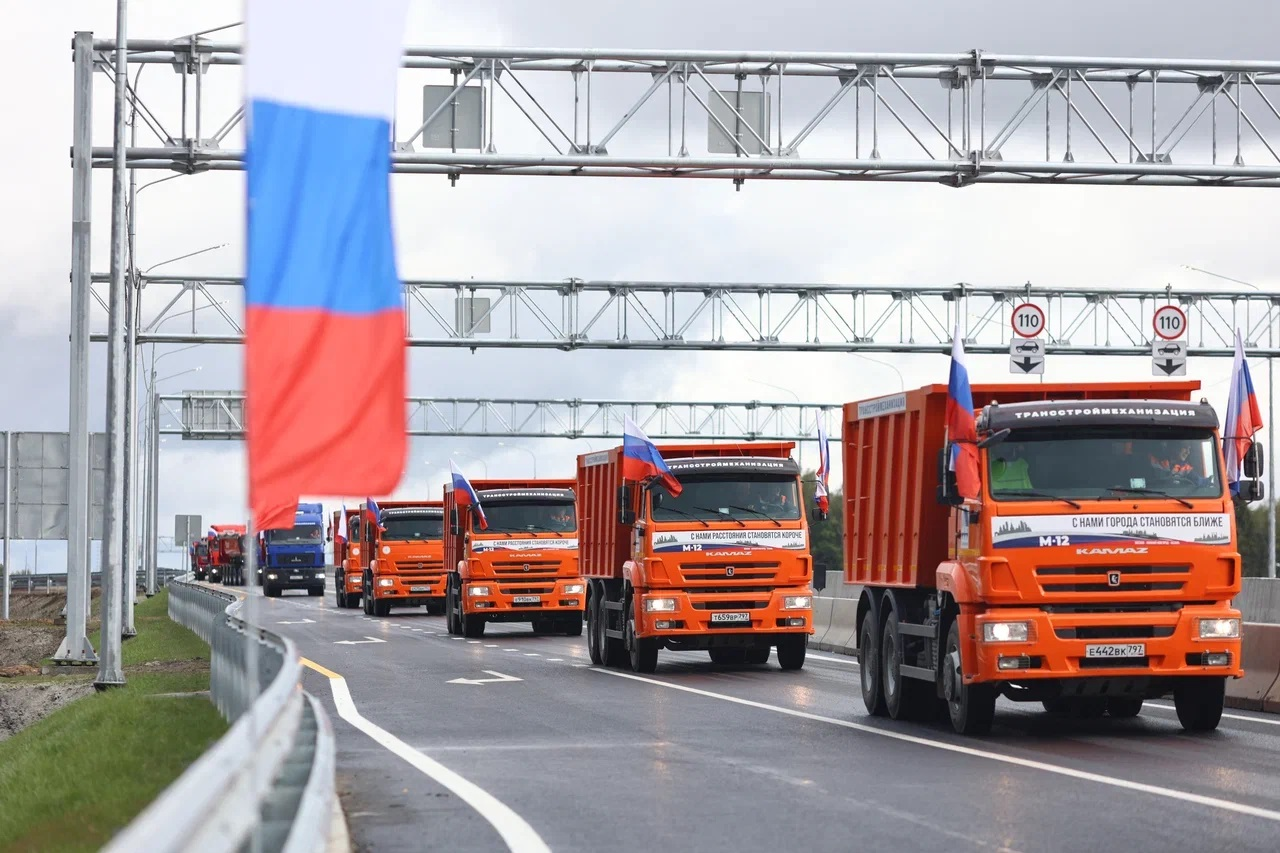
Inauguration du tronçon près de Moscou le 8 septembre

### Ouverture jusqu'à Arzamas
Le 8 septembre 2023, l'inauguration du tronçon de Vladimir à Arzamas a eu lieu, en même temps que d'autres aménagements routiers dans le pays (dont le contournement sud d'Arzamas). Les cérémonies d'inaugurations ont eu lieu à Mourom et à Arzamas avec la présence du vice-premier ministre Marat Khousnoulline, du ministre des Transports Vitaly Saveliev, du président du conseil d'administration d'Avtodor Viatcheslav Petouchenko. Il y avait les gouverneurs de Moscou Sergueï Sobianine, de l'oblast de Moscou Andreï Vorobyov, de l'oblast de Vladimir Alexandre Avdeïev et de l'oblast de Nijni Novgorod Gleb Nitikine (à Arzamas). Enfin, le président Vladimir Poutine était présent (à Arzamas),. 
Ce dernier a remercié les constructeurs pour leur travail, et a déclaré « Aujourd'hui, nous ouvrons un certain nombre de grands aménagements routiers. Plusieurs tronçons en construction de l'autoroute M-12 Vostok, d'une longueur totale de plus de 300 kilomètres, sont mis en service simultanément. En conséquence, Moscou et Arzamas seront reliées par une autoroute moderne à grande vitesse. Cela réduira considérablement de moitié le temps de trajet entre les villes ». Marat Khousnoulline a souligné que la M12  est tout à fait unique, avec moins de 3 ans entre le début de la construction et l'achèvement jusqu'à Kazan qui se fera en décembre 2023. Désormais, 415 kilomètres sont en service de Moscou à Arzamas. Pour le ministre des transports, l'autoroute est la « plus grande installation de transport » dans les différents corridors de transports vers la mer Noire, la Sibérie et la Chine occidentale. Enfin, le président d'Avtodor a salué l'usage de nouvelles technologies pour la construction, le fait que l'autoroute soit une  autoroute en flux libre, c'est-à-dire sans barrière à péage,,.
Avec l'ouverture de la section, le temps de trajet de Moscou à Arzamas est passé de 7 heures à 3 h 30 min. Lors de l'inauguration, Poutine a souligné l'ouverture du pont sur l'Oka sur la M12 près de Mourom, qui est le « premier pont [...] à haubans, entièrement développé et certifié en Russie ». Ce nouveau tronçon dans l'oblast de Nijni Novgorod a été construit par la China Railway Construction. 
Khousnoulline a déclaré qu'une fois la construction achevée vers Iekatérinbourg en 2024, l'autoroute se dirigera vers Tioumen, puis progressivement jusqu'à Vladivostok, en mettant le projet dans les plans quinquennaux du pays. Il a annoncé que l'ouverture vers Kazan est programmée pour le 20 décembre 2023.

## Caractéristiques
L'autoroute est importante  aux zones du pays qu'elle traverse, qui sont parmi les régions les plus productives de la Russie, dont Moscou et son oblast (1re et 2e en termes de PIB), ou le Tatarstan (7e) et l'oblast de Sverdlovsk (10e). Au total, 40% de la population russe se trouve dans l'aire d'attraction de l'autoroute selon les autorités, soit 62 millions de personnes. Toujours dans l'ère d'attractionde l'autoroute se trouve près de 70 % de l'industrie automobile russe, 50 % des industries aérospatiale et de la défense, 40 % son industrie métallurgique  et 20 % de son secteur agroalimentaires.
La M12 doit aussi diviser le temps de trajet, en passant de 30 heures à 17 heures et demi le temps de trajet de Saint-pétersbourg à Iékaterinbourg. La limite de vitesse de la route sera quant-à-elle fixée majoritairement à 130 km/h, avec certains tronçons en lignes droits en plaine autorisant les 140 voire 150 km/h, alors que les autoroutes russes avaient en vitesse maximale 130 km/h jusqu'alors.
Pour la section Moscou - Kazan, le coût du péage serait de 8 roubles au kilomètres, avec des aires de services tous les 50 à 80 kilomètres, avec plus de 300 ponts ou viaducs devant être construits, ainsi que plus de 60 écoducs.
L'autoroute jusqu'à Kazan consiste en 9 étapes, dont 1 étape 0 :
- Étape 0 de Marousino jusqu'à l'A108, soit 65 km
  - Cette partie sera limitée à 130 km/h, avec 4 voies dans chaque sens[30].
- Étape 1 de l'A108 à Lakinsk, mesurant 80 km
- Deuxième étape qui est le contournement sud de Vladimir, d'une longueur de 33 km, ouvert le 14 octobre 2022 [31].
- Étape 3 de Pogrebichi (avec une connexion à la route fédérale R132) à l'échangeur avec la R76 au nord de Mourom, soit 108 km
- Quatrième étape jusqu'à l'échangeur avec la R158 au nord d'Arzamas et au sud de Nijni Novgorod, d'une longueur de 123 kmPaysage où passera l'autoroute entre Arzamas et Sergatch

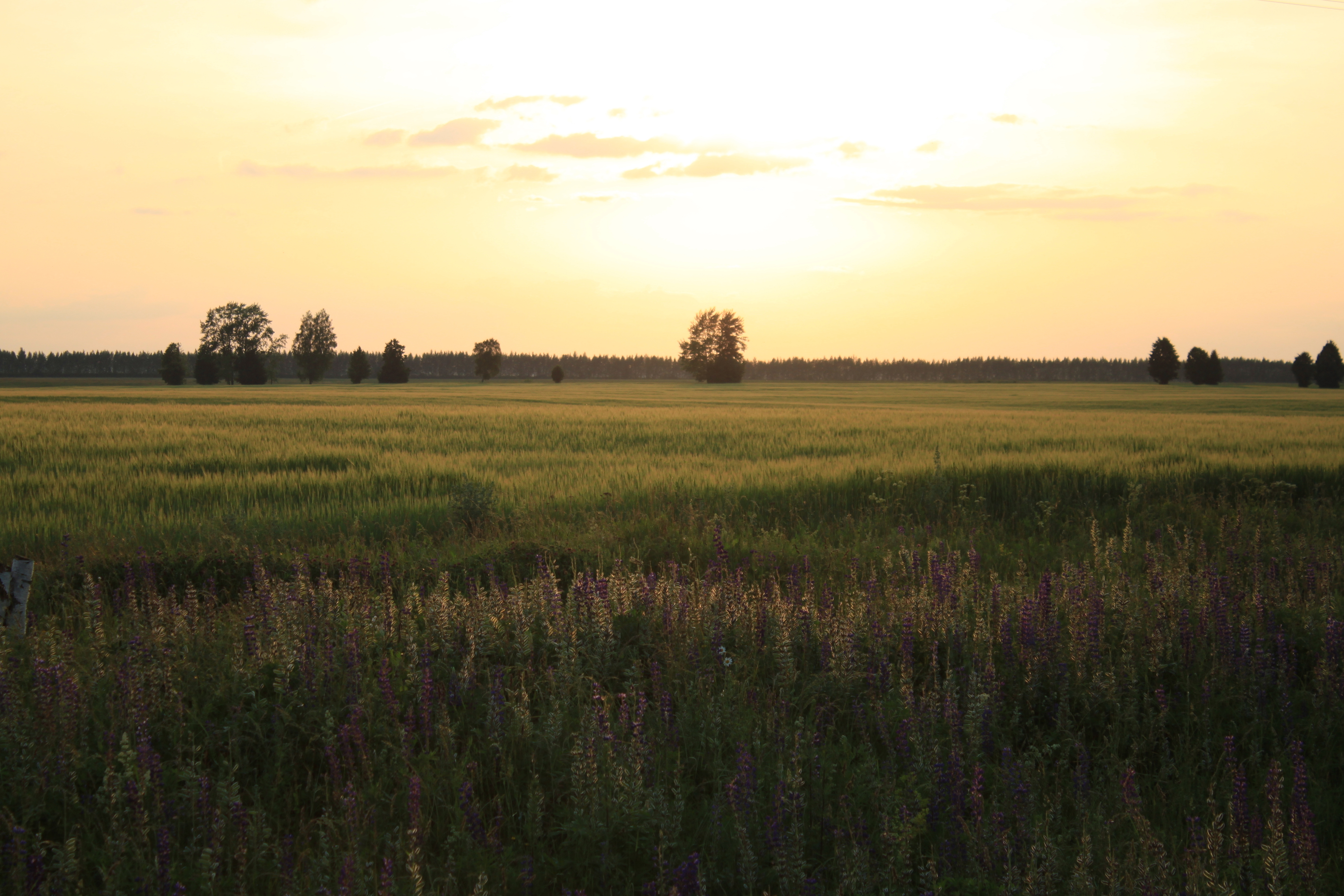
Paysage où passera l'autoroute entre Arzamas et Sergatch

- Cinquième étape de cet échangeur-ci jusqu'à celui au sud de Sergatch avec la M7 mesurant 107 km
- Sixième étape allant de la R162 à Doubovka (ru), dans le Tatarstan, peu après le passage de la rivière Soura. Cette section fait 132 km.
- Septième étape de Doubovka à l'échangeur avec la R241 à Kildevo (ru), totalisant une longueur de 77 km.
- Huitième et dernière étape, jusqu'à Chali (ru), au sud de Kazan et au croisement avec la M7et la 16K-1091, mesurant 86 km.

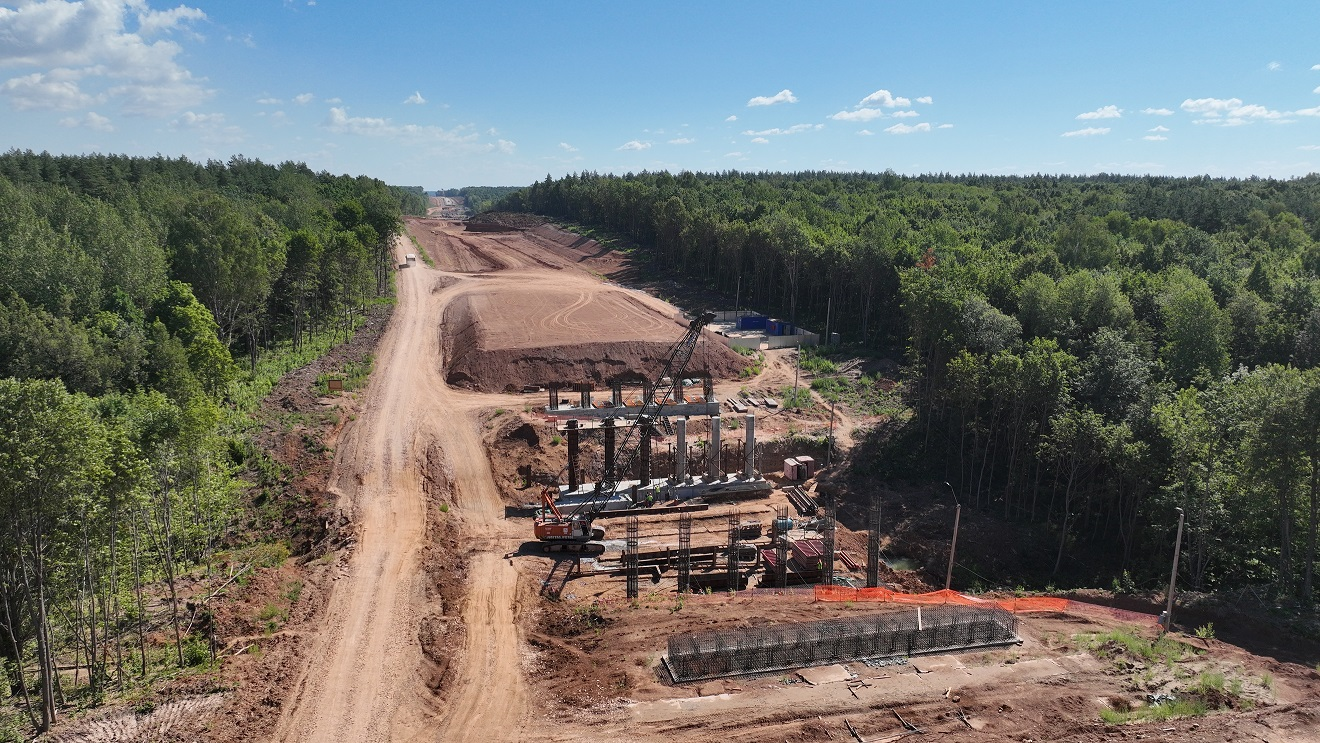
La future autoroute en construction en août 2022 au sud de Naberejnye Tchelny

L'autoroute de Kazan à Iékaterinbourg, limitée à 120 km/h est quant-à-elle divisée en 3 sections différentes, avec un coût estimé en juillet 2021 à 232,9 milliards de roubles. La première section, de Kazan à Diourtiouli consiste en la reconstruction partielle de la M7 pour sa mise aux normes autoroutières, avec l'ajout de contournements autoroutiers à Nijnekamsk et Naberejnye Tchelny dans le Tatarstan. En Bachkirie, l'autoroute devrait éviter les localités allant de Isametovo à Diourtiouli, là où la M7 passe dans ces villages.
Cette deuxième section, approuvée en décembre 2021, est la plus onéreuse des 3, et doit relier Diourtiouli, en Bachkirie à Atchit dans l'oblast de Sverdlovsk, en traversant aussi une partie du Kraï de Perm. Fin 2021, les estimations montraient qu'elle devrait coûter près de 863,6 millions de roubles. Elle doit consister à la construction d'une 2x2 voies de 275 kilomètres, 275 kilomètres divisées en 3 parties, 1 par sujet russe. La première partie en Bachkirie sera longue de 140 km, avec deux échangeurs, 19 ponts et 9 écoducs. Pour la partie du Kraï de Perm, elle sera longue de 92 km, consistant elle aussi de deux échangeurs mais avec aussi 31 ponts et 15 écoducs. Enfin, la dernière fera 43 kilomètres, avec 11 ponts et deux échangeurs. Tout cela doit être construit en 2 ans, avec une ouverture fin 2023. Les travaux en 2022 avaient ainsi déjà commencé.
La troisième partie doit emprunter le tronçon de l'actuel R242 reliant Atchit à Iékaterinbourg mesurant 139 kilomètres à travers l'Oural. La route doit ainsi être mise en 2x2 voies, avec 14 ponts devant être construits ou élargis.

### Péages
Les tarifs approuvés en août 2023 pour les péages sont de:
- Moscou à Vladimir (156,5  km) : 1 399 roubles ;
- Vladimir à Arzamas (259 km) : 1 422 roubles ;
- Moscou à Arzamas (415,5 km) ; 2 821 roubles.

## Itinéraire

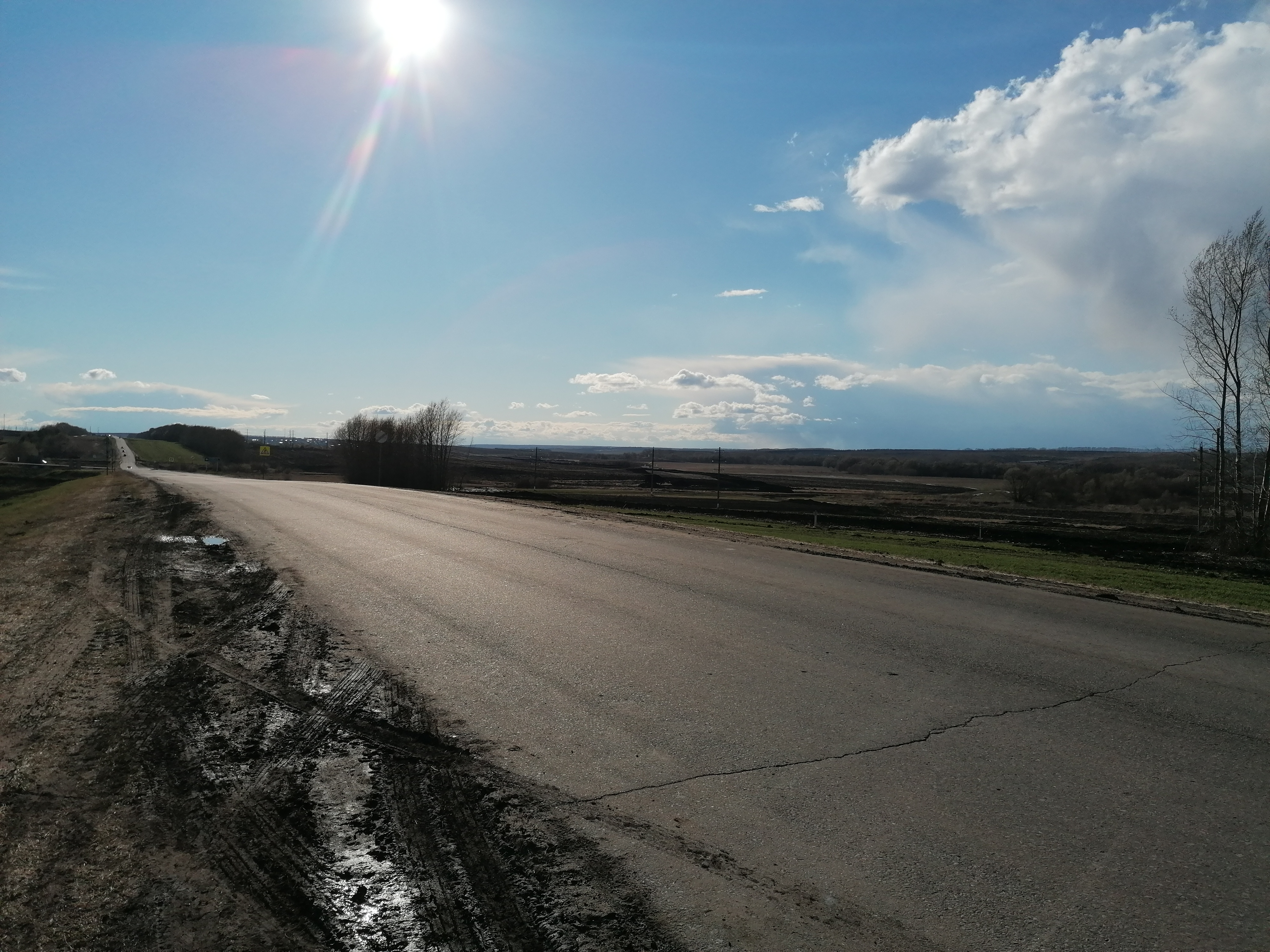
Travaux dans le Tatarstan à Koushmany

La majorité de l'itinéraire est en construction, mais un tronçon est déjà ouvert dans l'oblast de Moscou depuis le 8 septembre 2022
Oblast de Moscou
Début de l'étape 0
- Échangeur entre M12 et Autoroute de Kosino (Косинское Шоссе) à Marousino (ru) km 0
- Gare de péage (système fermé) km 2
- Aire de service dans les deux sens km 9
- Sortie à Belaya (ru) km 15
- Aire de service dans les deux sens km 24,5
- Échangeur entre M12 et A113 vers Pavlovski Possad km 42,5 (ouvert)
- Aire de service dans les deux sens km (ouvert)
- Échangeur entre M12 et A108 vers Orekhovo-Zouïevo km 64,5[35] (ouvert)

- Le point kilométrique 0 de l'autoroute commence officiellement à cet échangeur. Début de la 1re étape du chantier, fin de l'étape 0. km 0
- Pont sur l'ancien tracé de l'A108 km 4,5
- Pont sur la Kliazma à Orekhovo-Zouïevo  km 5,26
- Pont sur le Grand anneau ferroviaire de Moscou (ru) km 7,65

Oblast de Vladimir
- Pont par-dessus la route 17H-51 vers Gorodichi km 11,52
- Pont sur Ligne de banlieue de Gorky (ru) km 17,61
- Pont par-dessus la route 17H-489 à Gloubokovo km 19,71
- Pont sur la rivière Chitka et sur la route 17H-482 à Pokrov km 23
- Pont sur la rivière Vol'ga  km 23,41
- Pont sur Ligne de banlieue de Gorky (ru) km 24,91
- Aire de service dans les deux sens km 29
- Sortie à Starye Omoutichi (ru) km 29,5
- Échangeur entre M12 et M7 à Leonovo (ru) km 32,5 (début de la section ouverte)
- Pont par-dessus la route 17H-477 à Staroïe Annino (ru) km 36,9
- Pont par-dessus la route 17H-476 à Kibiryevo (ru) km 41,97
- Pont sur la rivière  Bolchaïa Lipnia (ru) et sur la route  km 50,11
- Pont sur la rivière Pechka (ru) et sur la route 17H-516 à Eliseikovo (ru) km 54,5
- Sortie à Zakharovo sur la R132 km 58,6 [36]
- Pont par-dessus la route 17H-586 et un ruisseau à Ouvarovo (ru) km 74
- Pont sur la route 17H-59 au nord de Lakinsk km 75,84
- Fin de la 1re étape du chantier, début de la deuxième. km 80 [37]  (fin de la section ouverte)

Oblast de Nijni Novgorod
- Début de la 5e étape du chantier

- Échangeur entre M12 et R158 près de Protopovka (ru), en direction de Nijni Novgorod (Nord) et vers Arzamas (Sud) km 348
- Sortie sur la route 22K-0050 vers Chedrovka (ru) km 357,5
- Aire de service près de la route 22K-0068 à Itchalki (ru) km 389,4
- Pont sur la route 22K-0055 vers Ketros (ru) km 402,5
- Pont sur la route 22K-0058 près de Ianovo (ru) km 440
- Aire de service vers Sergatch km 454
- Échangeur entre M12 et  R162 en direction de Sergatch km 454[38]
- Pont sur la route 22K-0058 près de Koulikovka (ru) km 483
- Pont sur la rivière Soura

République de Tchouvachie
- Échangeur entre M12 et  97K-001 en direction de Choumerlia km 518
- Aire de service près de Kabanovo (ru) km 520[39]

- Échangeur entre M12 et  A151 km 588

République du Tatarstan
- Pont sur la route 16K-0925 près de Staroïe Tyaberdino (ru) km 600
- Pont sur la route 16K-0950 au niveau de Khozesanovo (ru) km 607
- Pont sur la route 16K-0930 près de Bolshoïe Podberezie (ru) km 616
- Pont sur la route 16K-0925 près de Starye Tchetchkaby (ru) km 623
- Pont sur la route 16K-0925 km 628
- Sortie sur 16K-0931 à Bolshiye Kaybitsy (ru) km 632
- Pont sur la route 16K-0934 au niveau de Koushmany (ru) km 636 Travaux dans le Tatarstan à Koushmany
- Pont sur la route 16K-0959 près de Verkhneïe Atkozino (ru) km 649
- Pont sur la route 16K-0685 près de Korgouza (ru) km 667
- Échangeur entre M12 et  R241 (Vers Innopolis (M7) et Oulianovsk) km 671[40]

## Tracé et ouvrages d'arts

Tracé de l'autoroute
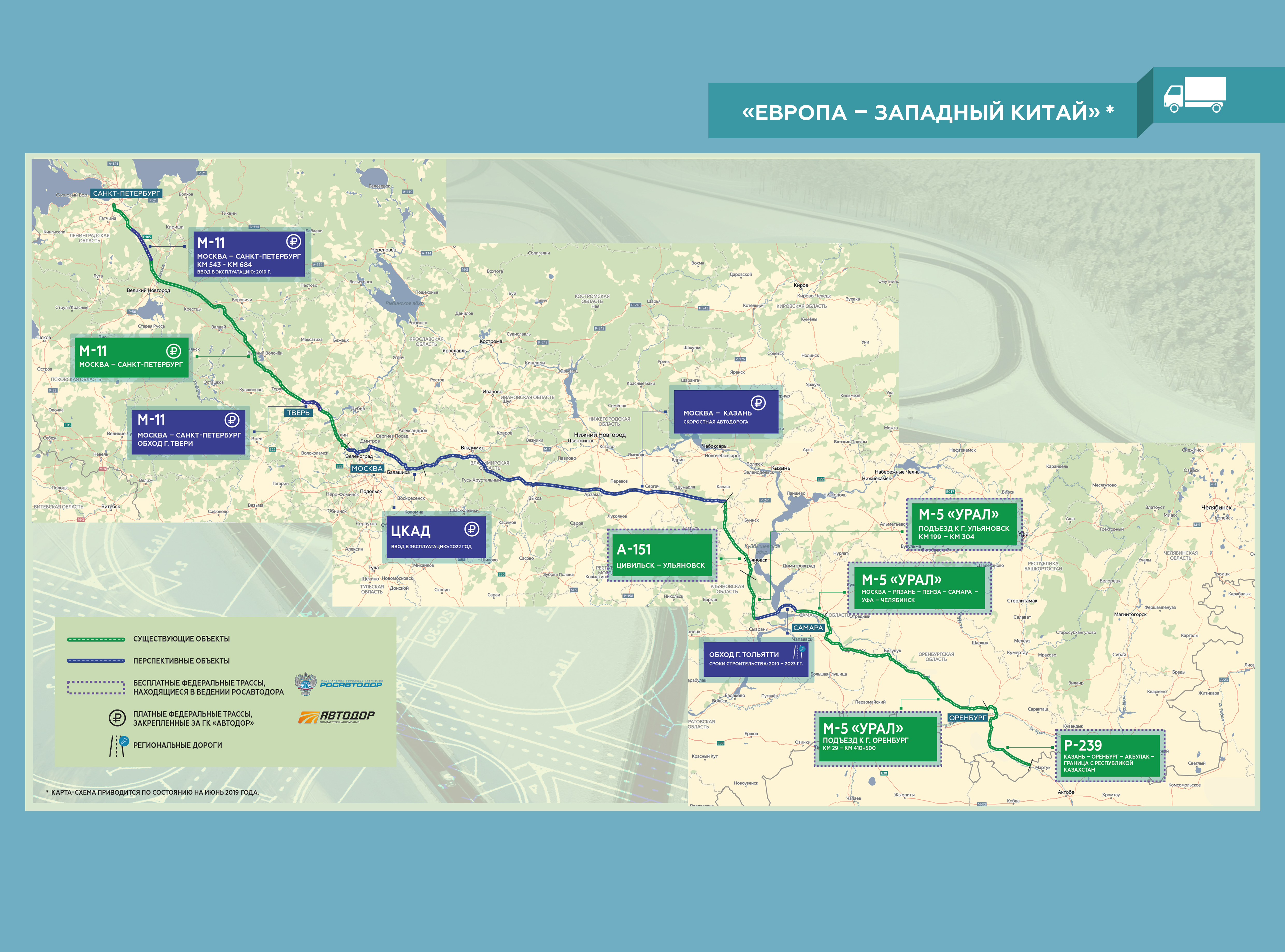
Tracé de Moscou à Kazan (la partie bleue centrale).
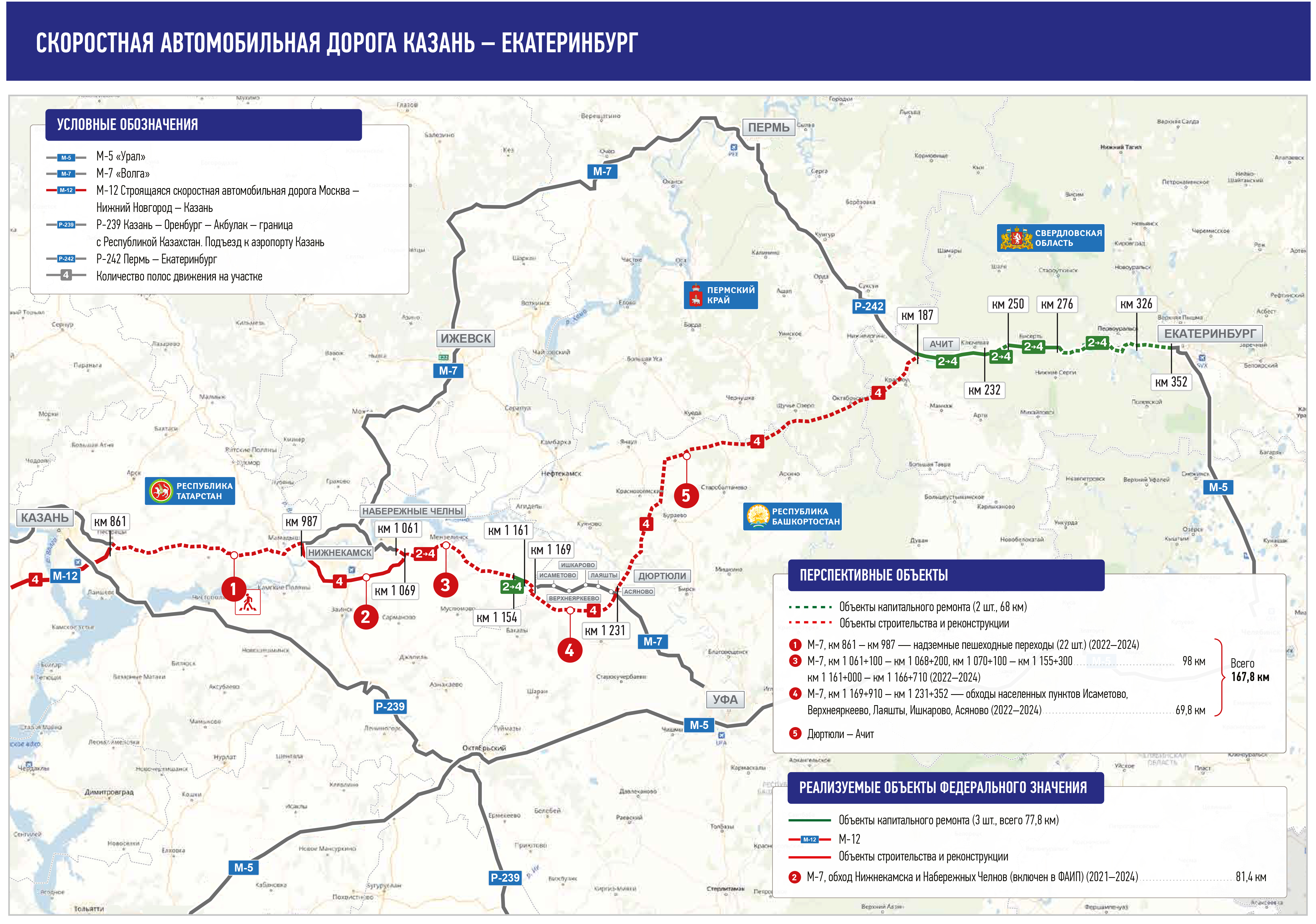
Tracé de Kazan à Iékaterinbourg.

### Pont sur la Volga

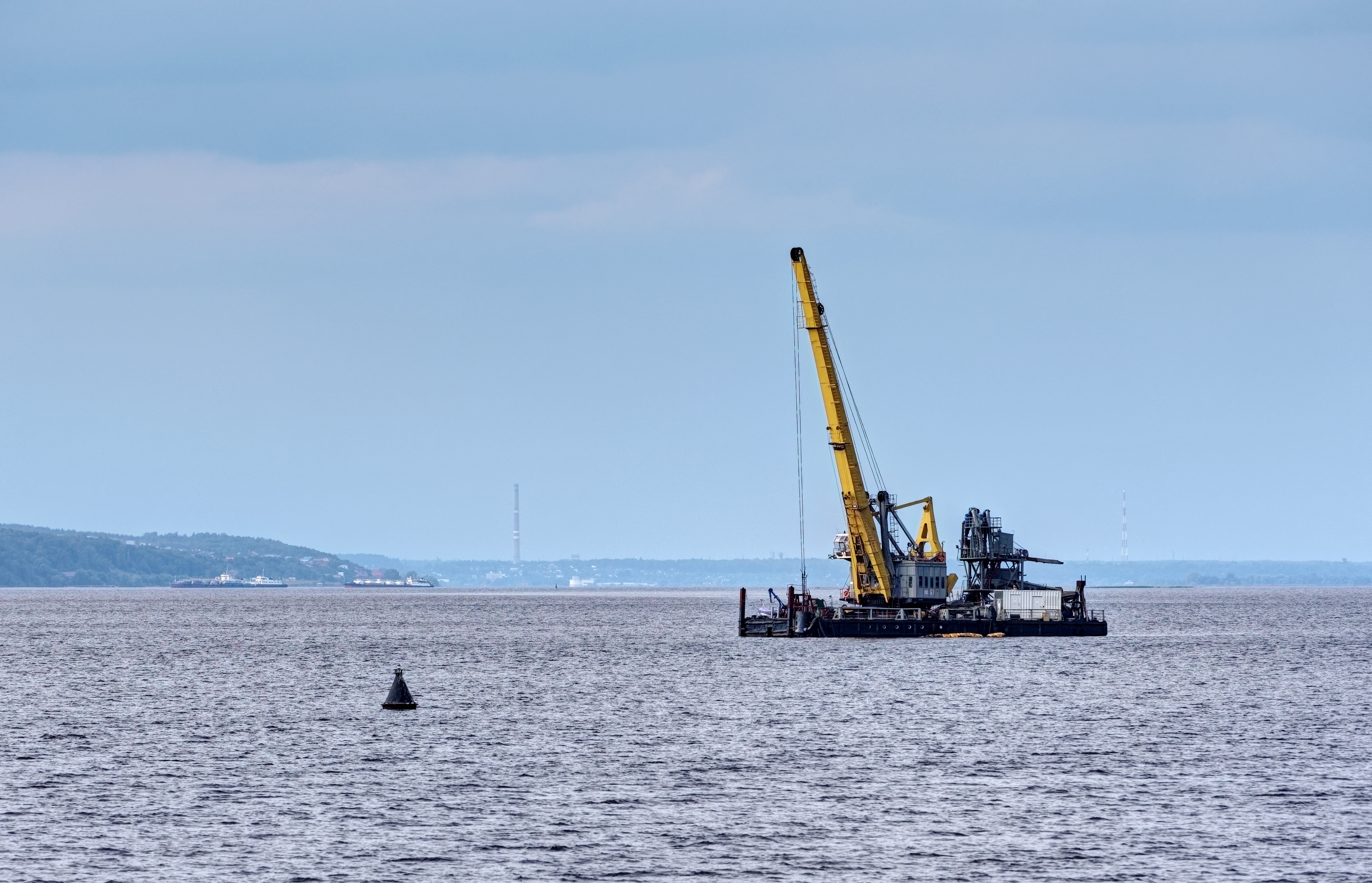
Début des travaux du pont

Parmi les ouvrages d'art nécessaires à la réalisation du projet figure un pont sur la Volga, long de 3 362 mètres au sud de Kazan, qui possède un intérêt double. En plus de permettre la réalisation de la M12, il permettra de compléter la rocade autour de Kazan faite par la M7. Les premières études ont eu lieu fin 2019, et les travaux ont débuté peu après, avec les préparatifs fin 2020 et au printemps 2021 le pont en lui-même.
En août 2022, les travaux étaient à 23% complétés, comprenant la pose de 8 piliers sur les 28, et 600 mètres sur les plus de 3 300 mètres.

### Pont sur la rivière Oka

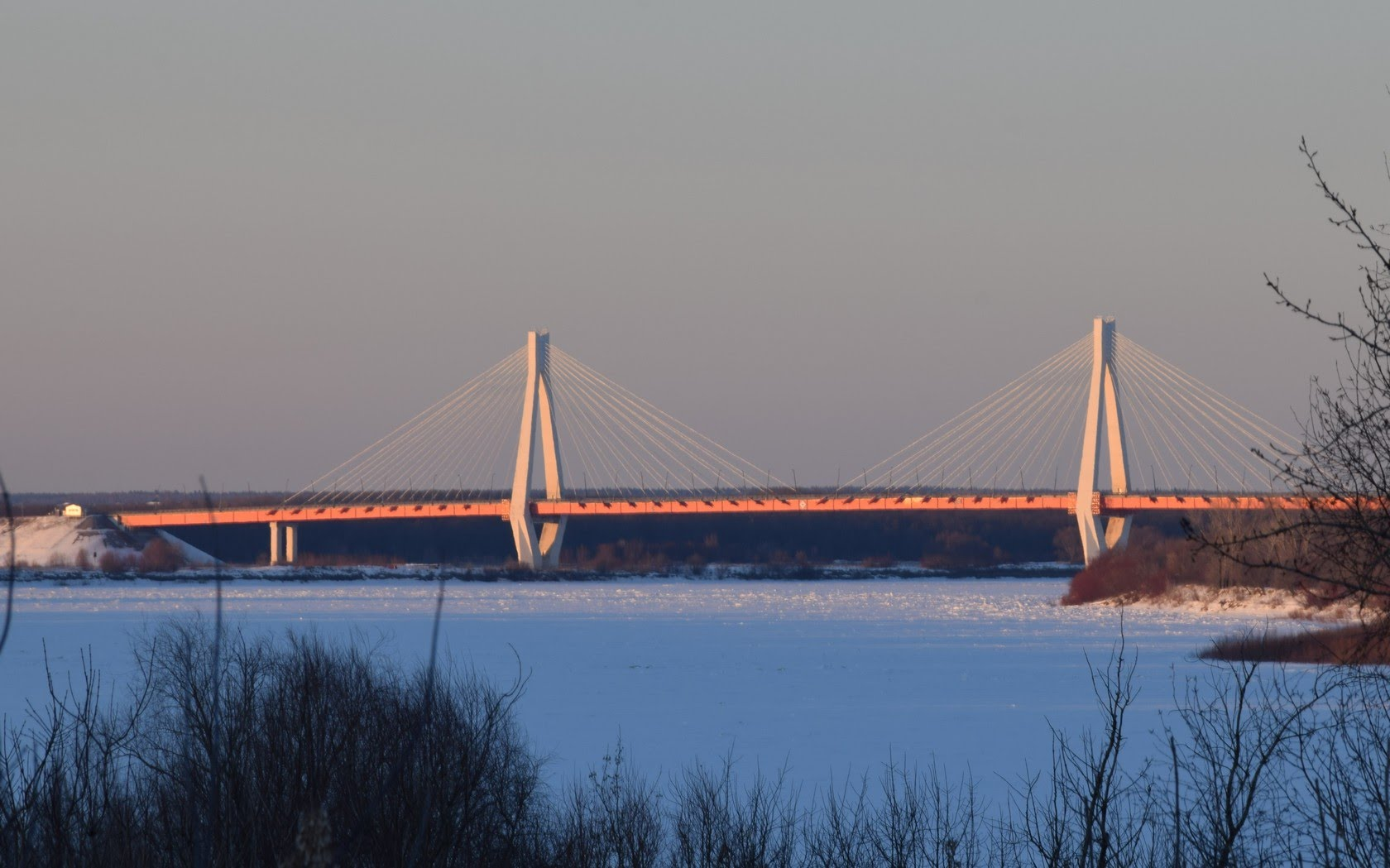
Le nouveau pont sur la M12 sera situé derrière celui-ci existant.

Un pont est en construction dans le nord de la ville de Mourom, afin de permettre le passage de l'autoroute sur la rivière Oka. Ce pont sera à haubans, d'une longueur de 1 337 mètres, avec deux pylônes d'une hauteur de 89 mètres. Ce pont doit aussi doubler celui déjà existant.

## Découvertes archéologiques
Les seules découvertes archéologiques ont pour l'instant eu lieu au bord de la rivière Oka, sur la rive de l'oblast de Nijni Novgorod, là où un pont doit être construit. De nombreux artéfacts datant du Néolithique, de l'âge du bronze et du Mésolithique ont été extraits, tels que des outils et des armes (lances, flèches) ou encore des fragments de vases. Les découvertes devraient être exposés au musée de Mourom.

## Soupçons de corruption
L'achat de certains terrains nécessaires à la M12 a été épinglé par la Cour des Comptes russe (ru), parmi lesquels un terrain à Balachikha. Avtodor, le gestionnaire de l'autoroute a acheté 3,6 hectares à une compagnie pour 162,2 millions de roubles, alors que la transaction aurait dû être limitée à 57,9 millions de roubles, comme l'exige la loi pour la taille du terrain dans cette zone. Le gestionnaire a justifié le manque à gagner qu'aurait pu apporter le développement du foncier. La compagnie est aussi suspecte, du fait qu'elle n'existe que depuis 2018, et qu'elle a transféré le terrain à sa LLC avant de la vendre à Avtodor. Enfin, elle a noté que deux autres parcelles voisines ont été vendue à un prix gonflé, l'une d'1,4 hectare à 36 millions de roubles et une de 0,7 hectare à 21,3 millions de roubles. Avtodor n'a pas nié les faits et la Cour des comptes a demandé que l'argent en trop soit rendu.